# Паулина (поэма)
«Паулина: фрагмент исповеди» (англ. Pauline: A Fragment of a Confession) — первая опубликованная поэма Роберта Браунинга. Она была написана в 1832 году и анонимно опубликована в 1833 году. В ней прослеживается сильное влияние Шелли на раннего Браунинга, прежде всего из таких произведений как «Аластор, или Дух одиночества», «Поэма о душе». Автор писал, что Шелли для него божественный гений, такой высокий и лучезарный, что он отзывается о нём sun-treader — «тот, кто ступает по солнцу». Браунинг со временем стал критически относиться к своему произведению и не соглашался включать его в собрание своих сочинений. 

## Критический анализ
Поэма состоит из исповеди безымянного поэта его возлюбленной Паулине. Она была перепечатана в 1868 году без изменений в тексте. Артур Саймонс описал поэму как «разновидность спиритуальной биографии», имея в виду, что она описывает не действия, а чувства и эмоции поэта. Изобель Армстронг утверждала, что поэма была попыткой Браунинга «институционализировать» себя как романтического поэта. Браунинг описал себя в поэме как «священника и пророка», указав тем самым тот смысл и ту цель, которые он искал в молодости. Андре Моруа охарактеризовал первые произведения Браунинга («Полина», «Парацельс») как «прекрасные и непонятные». Литературовед Екатерина Клименко, что герой поэмы первоначально был убеждён в скором улучшении общественного устройства. Однако эти надежды не оправдались, «меркнет вера в свободу, в добро и в людей, появляются сомнения в самом себе и в своих задачах и целях. Поэт в отчаянии. Но любовь к Полине укрепляет его веру в себя, и он клянётся Шелли, что останется верен его заветам человеколюбия».